# かずさアカデミアパーク

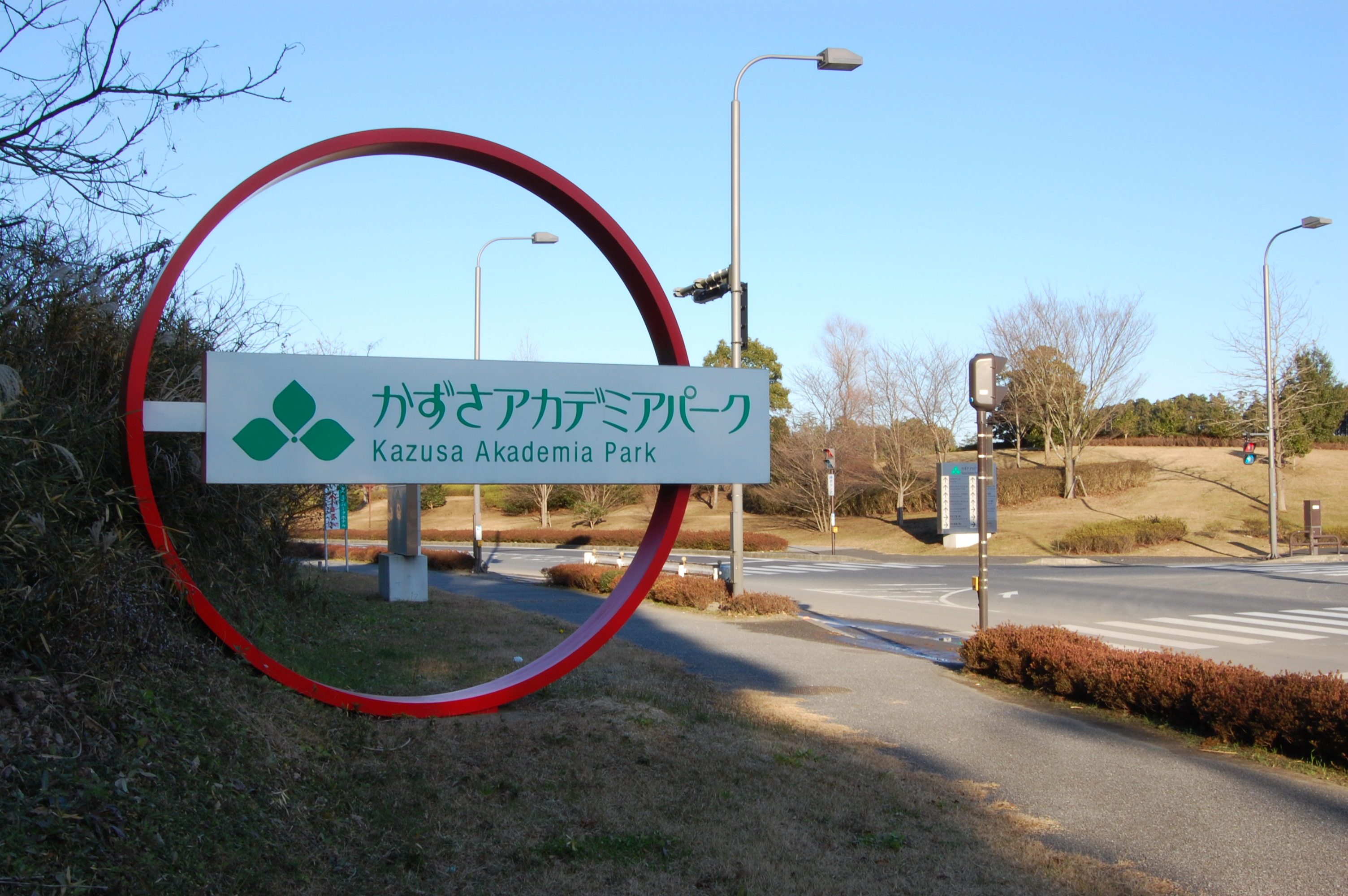
かずさアカデミアパーク（2006年12月31日撮影）

かずさアカデミアパークは、千葉県木更津市・君津市・富津市及び袖ケ浦市の市街地を母都市として整備されたバイオテクノロジーを中心とした先端技術産業に特化した研究開発拠点である。

## 沿革

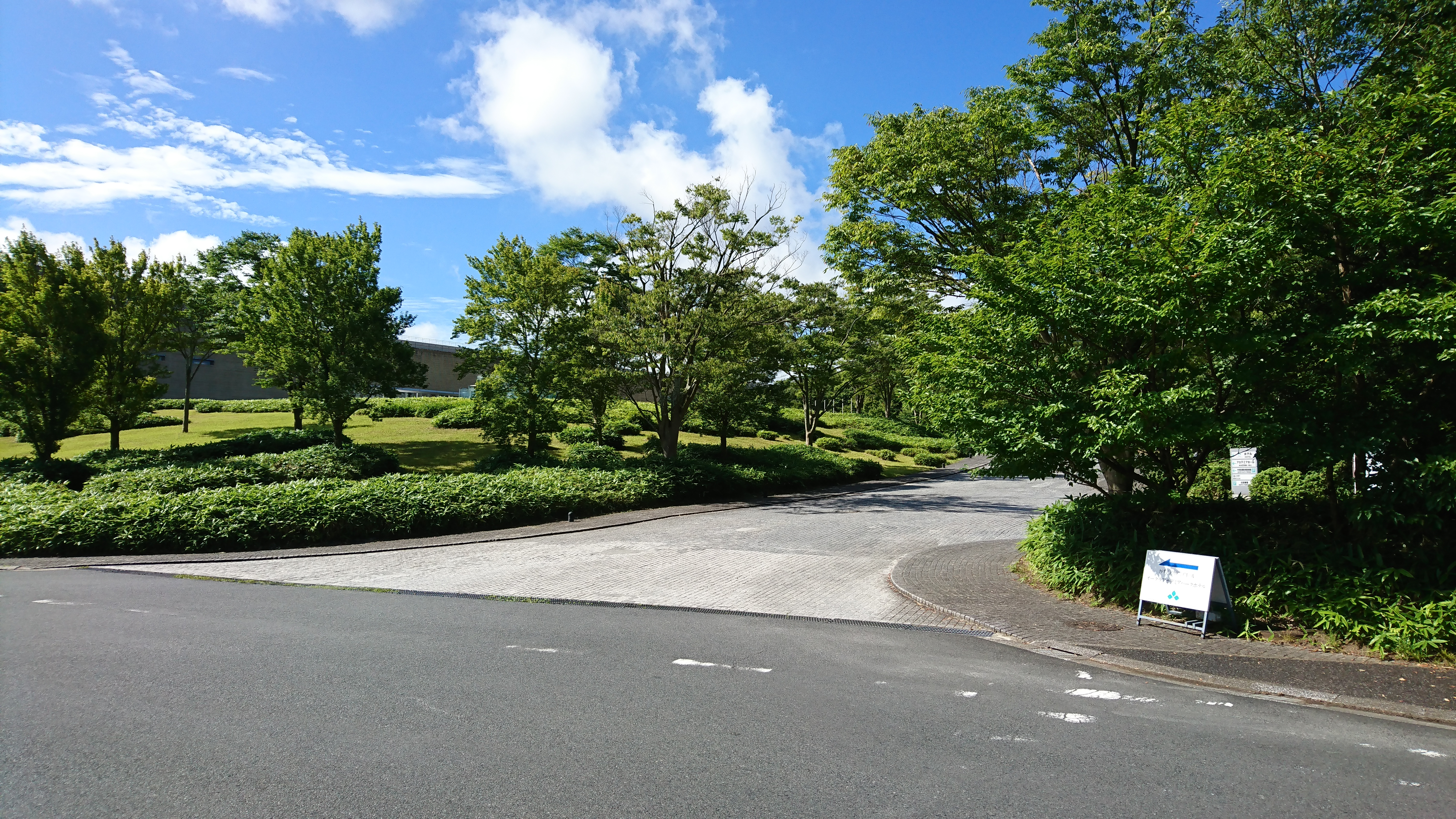
かずさアカデミアパークの入口付近（2019年8月6日撮影）

- 1987年 「かずさアカデミアパーク推進方針」策定
- 1990年 上総新研究開発土地区画整理組合設立認可
- 1991年 起工式が行われる
- 1994年 かずさDNA研究所開所
- 1996年 第一期事業基盤整備がほぼ完成する
- 1997年 中核施設「かずさアカデミアセンター/かずさアーク」開所
- 1998年3月 民間企業研究所第一号となる「東京田辺製薬株式会社（現在の田辺三菱製薬株式会社）かずさ研究所」開所
- 1999年 かずさインキュベーションセンター開所
- 2000年 クリエイション・コアかずさ開所
- 2002年 「佐藤製薬株式会社 かずさアカデミア工場」開所
- 2002年 生物遺伝資源保存施設（NBRC）開所
- 2003年 生物遺伝資源開発施設（NBDC）開所
- 2003年 河村産業「かずさ事業所」開所
- 2003年 第54回全国植樹祭がかずさDNA研究所芝生広場及びかずさ1号公園予定地で行われる
- 2003年 かずさアカデミアパークレンタルラボ開所
- 2004年 かずさバイオインキュベータ開所
- 2005年 かずさバイオ共同研究開発センター開所
- 2005年 パークハウスかずさ開所
- 2005年 児玉工業「本社工場」開所
- 2006年 弘洋電子機器「かずさアカデミア工場」開所
- 2007年 佐藤製薬「かずさアカデミア工場外用剤棟」竣工
- 2008年 黒田精工「かずさアカデミア工場」開所
- 2008年 日伸精機「かずさ工場」開所
- 2008年 アウレオ「かずさ工場」開所
- 2008年 マナック「かずさ研究所」開所（かずさアカデミアパークレンタルラボを転用）
- 2009年 ソーラーシリコンテクノロジー「本社・かずさソーラーファクトリー」開所
- 2009年 三愛プラント工業「かずさクリーンテック事業所」開所
- 2010年 かずさアークの運営法人が千葉地方裁判所に民事再生法の適用を申請し経営破綻
- 2010年 本田技術研究所「基礎技術研究センターかずさ分室」開所
- 2011年 東京機械製作所「かずさテクノセンター」開所
- 2016年3月31日 「田辺三菱製薬株式会社 かずさ事業所」閉鎖
- 2025年9月 CJ第一製糖「千葉新工場」開所予定[1]

## 主な進出企業等
- かずさDNA研究所
  - リバース・プロテオミクス研究所
- 製品評価技術基盤機構
  - 生物遺伝資源保存施設（NBRC）
  - 生物遺伝資源開発施設（NBDC）
- 佐藤製薬
- 河村産業
- 児玉工業
- 弘洋電子機器
- 黒田精工
- アウレオ
- マナック
- ソーラーシリコンテクノロジー
- 三愛プラント工業
- 東京機械製作所
- かずさインキュベーションセンター
  - アイシン・コスモス研究所
  - ホンダ・リサーチ・インスティチュート・ジャパン
  - かずさDNA研究所
  - ETS
- クリエイション・コアかずさ
  - 天然素材探索研究所
  - マナック
  - プロテイン・エクスプレス
  - ホンダ・リサーチ・インスティチュート・ジャパン
  - ビオックス・テクノロジー
- かずさバイオインキュベータ
  - ケアティス
  - 城西国際大学
- かずさバイオ共同研究開発センター

## 用地買収済みの企業等
- 富士通
- 協和合金

このうち富士通ではパーク内最大の40.8ヘクタールもの土地を取得済みだがバブル崩壊後の不況から研究施設等の建設には未だに至っていない。第一期事業計画当初はキヤノン、日産化学工業、電気化学工業、日本ゼオン、丸善石油と立地協定を締結済みであったが進出には至らなかった。

## 主な公共施設
- かずさアーク（かずさアカデミアセンター）
  - かずさアカデミアホール

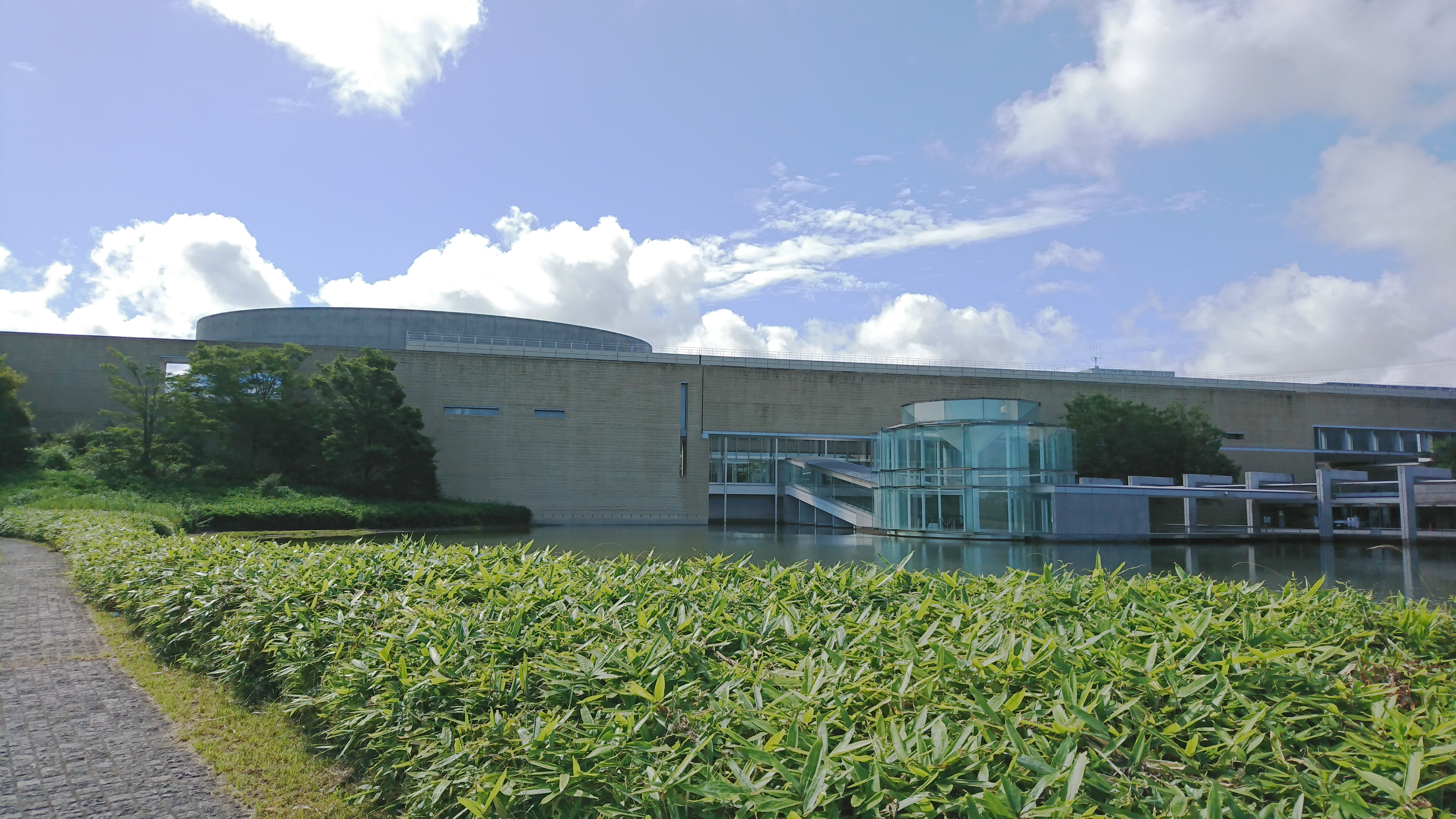
かずさアカデミアホール（2019年8月6日撮影）

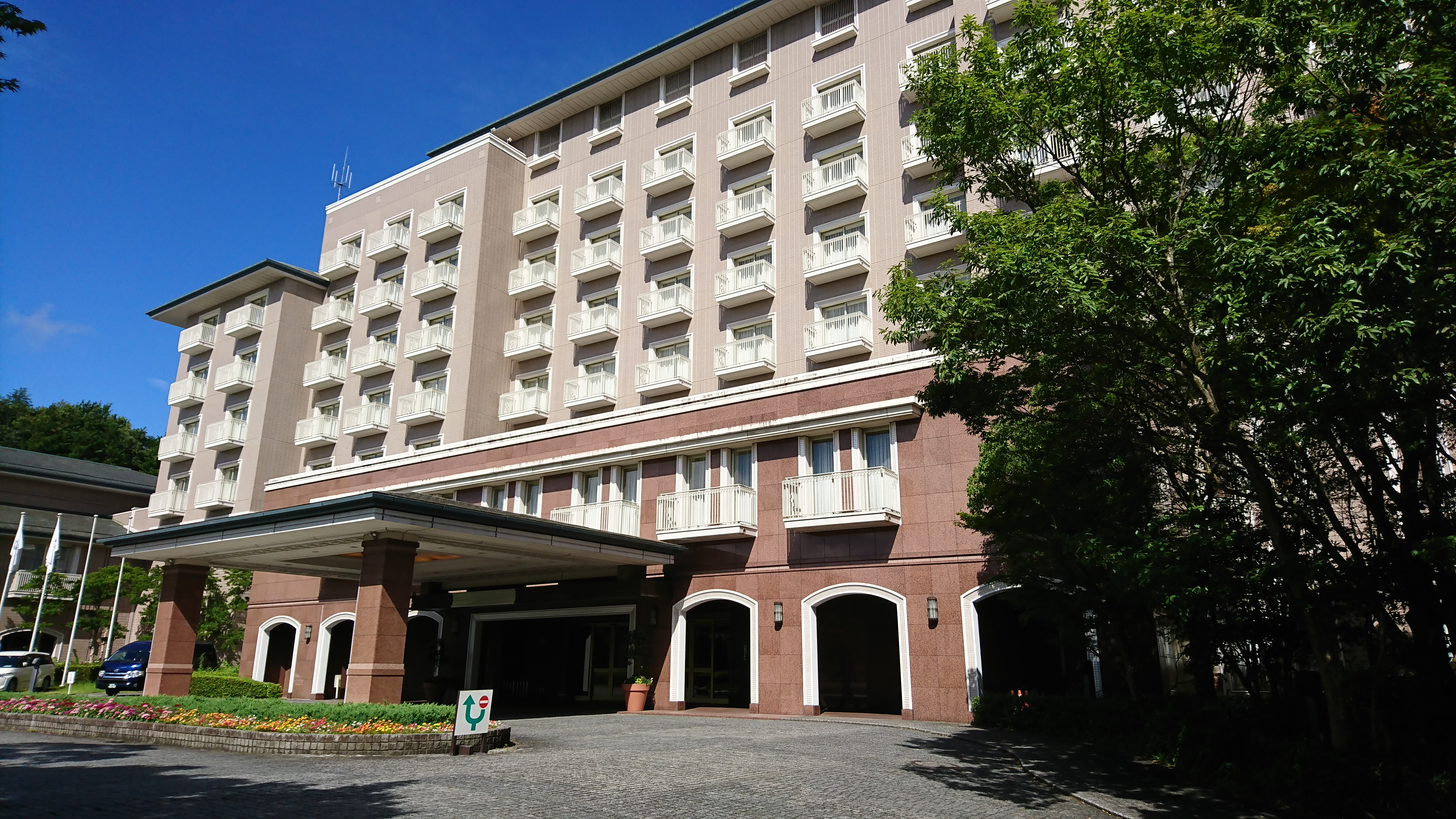
オークラアカデミアパークホテル（2019年8月6日撮影）

  - オークラアカデミアパークホテル（ホテルオークラが運営受託する、コンベンション・リゾート滞在に応需したシティホテル）
  - アクアかずさ（スポーツクラブ）
- かずさ1号公園(鎌足さくら公園)
- かずさ2号公園(アカデミア公園)
- かずさ4号公園

### 経営問題
本パークの中核施設ともいえる「かずさアーク」の運営法人である株式会社かずさアカデミアパークは、パークへの企業進出が伸び悩む中、経営難に陥っていた。2009年度には負債総額が約57億円にも膨らみ、また売上高も2009年3月期で約28億円にとどまり当面黒字転換する見込みがないことから、同社は2010年1月25日に千葉地裁に民事再生法の適用を申請し事実上倒産した。
同社は千葉県が筆頭株主（約35.9%出資）の第三セクターであり、県は出資・貸付金を合わせて約52億円を支出しているが、倒産に伴いそのほとんどは回収不能となる見込み。
なおホテルについては、ホテルオークラの支援の下で営業を継続している。同社では6月にも入札形式で新たにスポンサーを募り再建を目指す方針を示していたが、結局同年8月にホテルオークラ・日本電波塔・マザー牧場・グリーンコアの4社をスポンサーとして再建を図る方針が発表された。

## 交通機関
- JR東日本東京駅より高速バス
  - アクシー号
- JR東日本木更津駅より路線バス
  - 日東交通
- JR東日本安房鴨川駅より急行バス
  - 日東交通

## その他
東京湾アクアライン、館山自動車道、首都圏中央連絡自動車道などの開通により、周辺の道路状況は飛躍的に向上している。また、景気回復による企業の設備投資の増加などを背景に2007年は5件の企業進出が決定した。これによりパーク内の民間用地の売却決定用地は50％近くに達した。しかしながら、本来の目標であるバイオ関連の民間研究専門施設の進出は賃貸型施設への進出を除き、民間研究所第一号である田辺三菱製薬の開所以来ない。研究開発部門のみならず製造部門の受け入れを2003年に開始した事もあり、機械、電子系の生産拠点としての進出が多い。
かずさアカデミアパークに進出の企業「ソーラーシリコンテクノロジー株式会社」が、2010年10月21日「平成22年（ヨ）第２１号　地位保全・賃金仮払い仮処分」を申し立てられている(千葉地方裁判所木更津支部)。2010年10月25日付で労働組合員17名を解雇した。「解雇4要件にひとつも当てはまらず労働組合員のみを狙った解雇である」と組合側は主張し提訴した。なお、労働組合は全日本金属情報機器労働組合(JMIU)に加盟している。この主張に対して会社は「たまたま整理解雇対象部門に労働組合員が集中していた」と弁明している。労働組合の結成理由の一つである「未払い残業代の支払いの要求」は、裁判とは別に労働基準監督署から会社に是正勧告が出ている。（平成23年2月）。同社は、かずさアカデミアパークにふさわしい企業として誘致を受け、県、立地推進協議会、分譲企業と立地協定を結んでいる。更に土地代を5年間無償で借りるという優遇処置を引き出した。(5年間で1億5000万円相当の免額)。この様に県が推進している研究開発用地において、手厚い優遇を受けている企業が雇用問題を噴出している為、千葉県議会でも度々話題にあがり、問題視されている。
2008年まで、毎年5月（ゴールデンウィーク期間中）にはかずさアークにおいて、最強のコンピュータ将棋ソフトを決める大会である「世界コンピュータ将棋選手権」が開かれていた。
2001年より大友直人やアラン・ギルバートらにより、国際教育音楽祭「ミュージック･マスターズ･コースinかずさ（MMCK）」が毎年6月頃に開催されている。
2003年より隔年で、三井化学主催の国際触媒科学国際シンポジウム（MICS）がかずさアカデミアホールにて開催されている。期間中は1600名以上が参加し、ノーベル化学賞受賞者などによる講演も行われる。